# Jackie DiNorscio
Giacomo „Jackie“ DiNorscio (* 20. Juli 1940; † 14. November 2004)
war ein italienisch-amerikanischer Mobster der amerikanischen Cosa Nostra aus der New-Jersey-Fraktion der Bruno-Familie (Philadelphia-South Jersey Mafia) aus Philadelphia, bevor er später zur New Yorker Lucchese-Familie wechselte.
Bekannt wurde DiNorscio vor allem durch den Film Find Me Guilty, der auf einer wahren Begebenheit vom längstandauernden Mafiaprozess der Vereinigten Staaten gegen die Lucchese-Familie beruht und verfilmt wurde wie DiNorscio sich vor Gericht selbst vertreten hatte. Verkörpert wurde seine Rolle durch Vin Diesel.

## Leben

### Bruno-Lucchese-Wechsel
Jackie DiNorscio war ursprünglich, wie auch schon sein Vater namens Dominick „Tommy Adams“, Mitglied der Bruno-Familie aus Philadelphia.
Angelo Bruno, der langjährige Boss der Mafia-Familie aus Philadelphia, mit einer Nebenstelle in South Jersey, wurde am 21. März 1980 ermordet, wodurch ein großes Machtvakuum entstand. Antonio Caponigro (Bruno-Consigliere) und Michael Taccetta (Lucchese-Capo) – beide aus der New-Jersey-Fraktion ihrer Familien – nutzten diese Situation, um in Philadelphia neue Glücksspiel- und Kreditwucher-Operationen ins Leben zu rufen. Aufgrund der schon lange bestehenden Spannungen zwischen den zwei Bruno-Fraktionen und der Tatsache, dass Taccetta und Caponigro nun enger zusammen rückten und nun noch mehr Spannungen entstanden, wurde die Zusammenarbeit der beiden Familien beendet. Etwa zu dieser Zeit wechselte „Jackie Di“ zusammen mit vielen anderen Mitgliedern zur Lucchese-Familie bzw. deren New Jersey-Fraktion, um größere Profite einzustreichen und zu vermeiden, eventuell durch die Brunos ermordet zu werden.
Am 10. Februar 1985 wurde DiNorscio von seinem Cousin Joseph Alonzo mit einer Kleinkaliber-Handfeuerwaffe fünfmal angeschossen. Alonzo wendete sich später aus Angst vor Vergeltung an die Regierung und wurde in einem späteren Prozess Kronzeuge gegen die Lucchese-Familie.

### RICO-Prozess
Bereits in den frühen 1980er Jahren begannen US-Strafverfolgungsbehörden mit Ermittlungen, die alle Aktivitäten des organisierten Verbrechens in North Jersey aufdecken sollten. Nach einer vier Jahre andauernden Untersuchung wurden 20 Mitglieder der Lucchese-Familie aus der Jersey-Fraktion angeklagt. Sie wurden in 76 Fällen des organisierten Verbrechens mit dem sogenannten RICO Act angeklagt. Zur Last gelegt wurde ihnen Kreditwucherei, Erpressung, illegales Glücksspiel, Geldwäsche, Drogenhandel, Brandstiftung, Diebstahl, Mord und Verschwörung zum Mord. DiNorscio selbst war bereits wegen Drogenhandels und Glücksspielmanipulation für 30 Jahre, von denen er nur 17 absitzen musste, inhaftiert.
Ende 1986 begann der große Prozess. Während der Verhandlung entließ DiNorscio seinen Anwalt und vertrat sich fortan selbst. DiNorscio verstand es, die Jury zu faszinieren, was zwar von Mitangeklagten wie Accetturo und Taccetta nicht positiv aufgenommen wurde, letztendlich jedoch ausschlaggebend dafür war, dass alle zwanzig Angeklagten 1988 nach einer überraschend kurzen Überlegung der Jury, in allen Fällen freigesprochen wurden. Dieser sogenannte „Federal RICO Trial“ ging mit seiner Dauer von über 21 Monaten als längster Prozess in die Geschichte der Vereinigten Staaten ein und wurde in Sidney Lumets Werk Find Me Guilty verfilmt.
Nach der Verhandlung ging DiNorscio direkt zurück in das Gefängnis, um den Rest seiner Haftstrafe abzusitzen, bis er am 23. November 2002 vorzeitig entlassen wurde.
Er verstarb am 14. November 2004, während der Dreharbeiten zu Find Me Guilty, der im Jahr 2006 veröffentlicht wurde.

## Filme und Dokumentationen
- 2006: Find Me Guilty – Der Mafiaprozess; Film über Jackie DiNorscio und den großen Prozess gegen die Lucchese-Familie.
- 1993: Die amerikanische Mafia (OT: Mob Stories); Dokumentarische Episode über die amerikanische Mafia, von der Dokuserie America Undercover.